# Boiling Springs (Karolina Południowa)
Boiling Springs – jednostka osadnicza w Stanach Zjednoczonych, w stanie Karolina Południowa, w hrabstwie Spartanburg.